# Pulkerfassung
Die Pulkerfassung dient dazu, in logistischen Prozessen die Gegenstände der Logistik ohne kostenverursachende Vereinzelung automatisch zu erfassen.
Verwendet werden für die Identifikation sogenannte Tags, die berührungslos über Funk gelesen werden. Ein geeignetes Protokoll ermöglicht, die Tags einzeln zu adressieren und auch einzeln zu programmieren. Die dafür benötigte Zeit nimmt mit höherer Anzahl an Tags zu, liegt jedoch in der Regel unter einer Sekunde.
Der Vorteil rationeller Erfassung wird durch den Nachteil erkauft, dass das lesende System die erwartete Anzahl der Gegenstände vorher kennen muss (im Gegensatz zum Barcode). Der Grund liegt darin, dass ein Lesegerät zwar erkennen kann, wenn ein Tag im Funkfeld ist, aber grundsätzlich nicht, dass ein Tag nicht vorhanden ist. Je größer die Zahl von Tags im Funkfeld ist, desto höher die Wahrscheinlichkeit, dass ein Tag durch Interferenzen, Abschirmeffekte oder ungünstige Ausrichtung zur Antenne nicht erkannt wird.
Andere bedeutungsgleiche Begriffe sind: Bulk-Lesung, Multi-Tag-Reading, Mehrfacherkennung